# Kasikornbank
Ngân hàng Kasikornbank (KBank, tiếng Thái: ธนาคารกสิกรไทย), trước đây gọi là Ngân hàng Nông dân Thái Lan là ngân hàng hàng đầu tại Thái Lan. KBank được thành lập ngày 8 tháng 6 năm 1945 (năm 2488 Phật lịch) bởi Choti Lamsam, với vốn đăng ký 5 triệu baht. Nó đã được niêm yết trên Sở giao dịch chứng khoán Thái Lan từ năm 1976. Chủ tịch và Giám đốc điều hành hiện tại là Bantoon Lamsam, cháu của người sáng lập. Năm 2003, Ngân hàng nông dân Thái Lan đổi tên thành Ngân hàng KASIKORNBANK hay KBank.